# がんす

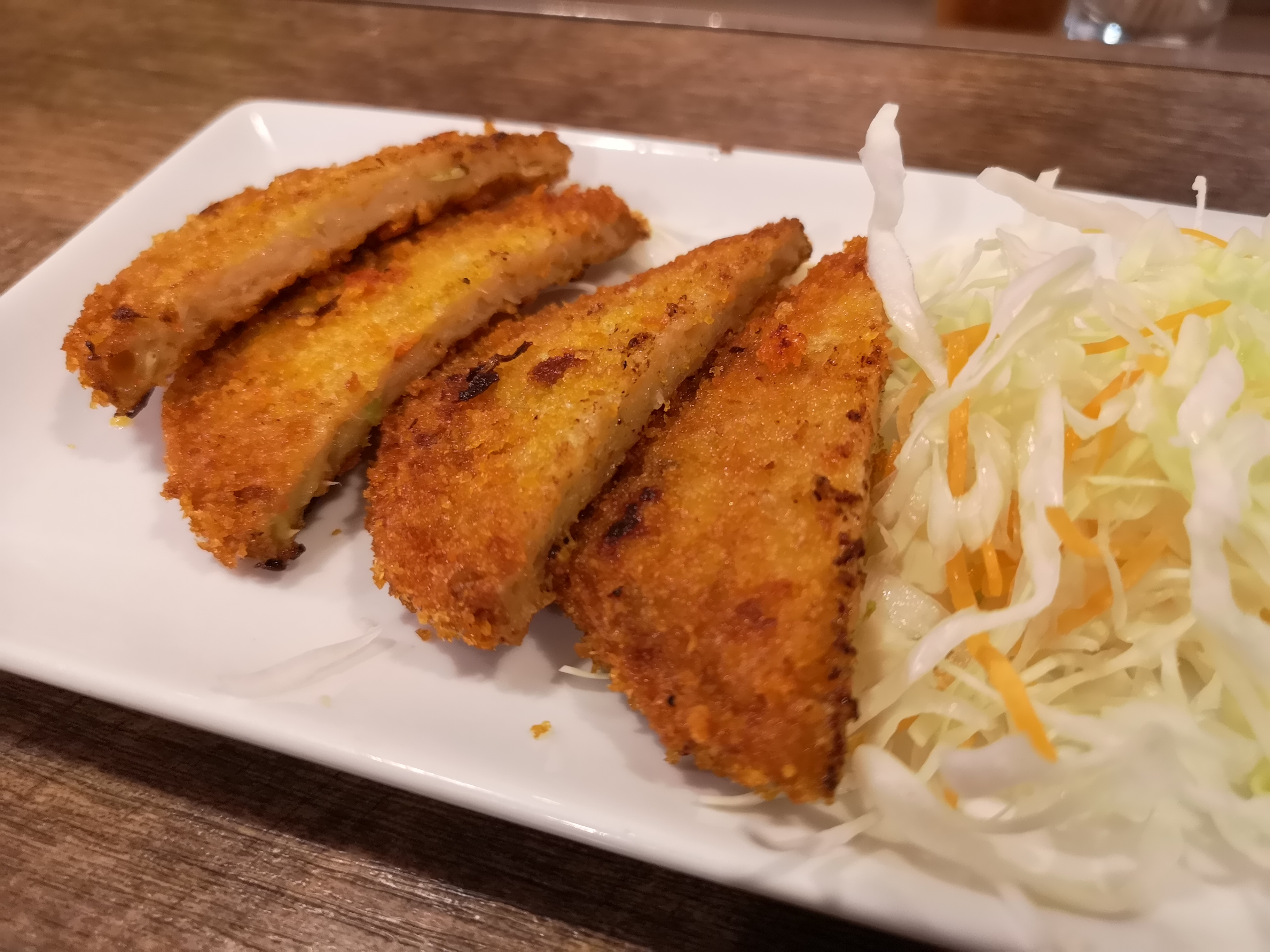
がんす（広島市内の飲食店提供）

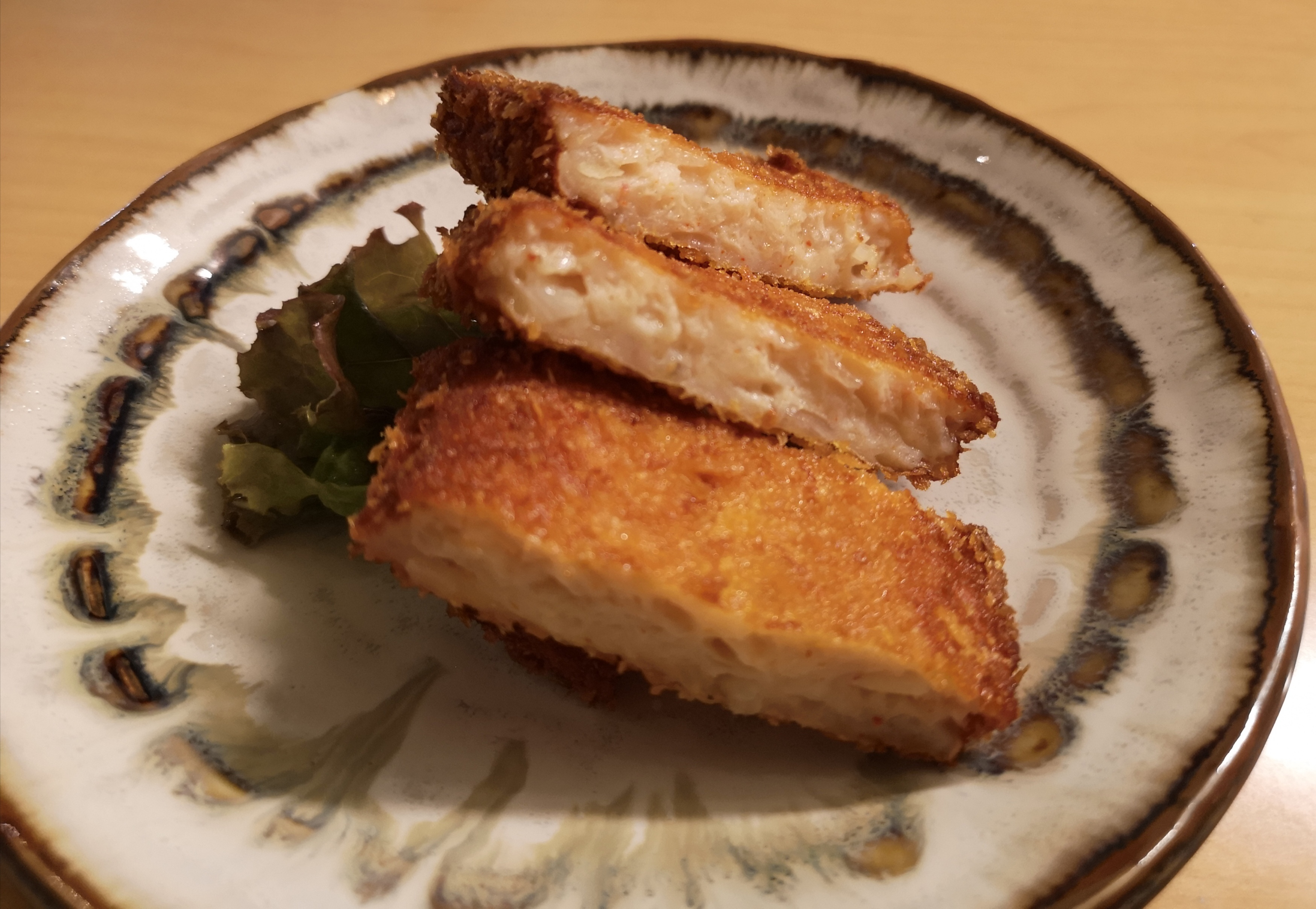
がんす（広島県呉市内の飲食店提供）

がんすとは、主に広島県で食されている魚肉練り製品。魚カツの一種である。そのままか焼いて食されるほか、卵とじにした丼物やうどん・そばの具などとして使われる。

## 特色
かまぼこ（蒲鉾）原料のすり身に野菜や一味唐辛子などを混ぜ、長方形に成形し、パン粉を付けて揚げた製品。魚ロッケ（佐賀県、大分県、山口県）や赤天（島根県）などと同じ魚カツの一つ。薩摩揚げ（鹿児島県など）やじゃこ天（愛媛県など）と異なり、形状は基本薄く表面にパン粉をつけて揚げている。きつね色に揚がったパン粉の香ばしさとサクサクとした食感、野菜の甘味などが合わさった後を引く食味が特徴。

## 地域
生産している蒲鉾屋の軒数自体は減っているが、現在も広島市西区の一部地域や呉市広、大崎上島でがんすは作られ、地元のスーパーマーケットなどで販売されている。また広島県外では、瀬戸内海の対岸の愛媛県や西隣の山口県岩国市、そして北側の島根県出雲市でも製造販売する業者が存在する。
岩国市でがんすを販売している堀かまぼこ店の前身は、岩本梅乃が営んでいた蒲鉾店だった。岩本梅乃は草津でがんすなどの蒲鉾作りを学び、岩国で蒲鉾店を開いた。岩本梅乃の店で蒲鉾職人として働いていた堀仂が、店を受け継ぐ形で堀かまぼこ店を始める。こういった縁もあり、堀かまぼこ店は広島蒲鉾協同組合に所属していた。堀かまぼこ店のがんすは、現在一般的な薄いものではなく、厚みのある仕上がりになっている。これは、岩本梅乃が草津で学んだもっとも古いタイプのがんすを踏襲したものである。広島から製法が伝わった愛媛県伊予市の「からき天ぷら店」のがんすも厚みがあるタイプである。
広島県呉市、広島市西部などではメジャーな食べ物だったが、広島市内中心部ではマイナーな食べ物とされていた。広島市内でも存在を広めたのはご当地アイドル「がんす娘。」だと言われている。以来、広島県中心部の鉄板焼き屋や居酒屋ではポピュラーなメニューとなり、近年には多くのお店で「広島名物」として取り扱いが広がっている。

## 名称と歴史
名称は広島弁の「がんす」（「～です」「～でございます」）の意味で、目上の方に対して扱う謙譲語の意味を持つ丁寧な言葉遣いである。広島市西区の蒲鉾屋または呉市広の蒲鉾店が最初に名づけたなどの説がある。
呉市の三宅水産は、がんすを1950年代から製造しており、蒲鉾向けのすり身の余りにタマネギや一味唐辛子を合わせて作ったのが始まりだった。バブル崩壊後、蒲鉾の消費量が減り、呉以外ではあまり知られていなかったがんすに着目して、2006年からがんす娘。を広島市内のスーパーマーケットや駅頭、広島空港（三原市）などに派遣して対面販売やPRに力を入れたところ知名度や売上高が増し、蒲鉾をしのぐ主力商品となった。2020年代においては、東京都内でも広島産品アンテナショップで販売されたり、広島出身者が経営する居酒屋やお好み焼店でメニューに並んだりしている。
広島ローカル局ではアンガールズの決め台詞として「うまいでがんす」が使われているが、商標登録は三宅水産の「うまいでがんす」の方が先だとがんす娘。と共に番組内で紹介された。
広島県は安芸国（西部）と備後国（東部）に分かれているが、備後地区ではがんすの文化は浅く、食す習慣もあまりない。